# Koos Romeijn
Jacobus (Koos) Romeijn (Ouwerkerk, 22 december 1896 – Zierikzee, 18 augustus 1970) was een Nederlands politicus.
Hij werd geboren als zoon van Jacob Romeijn (1861-1928; landbouwer) en Adriana Elisabeth van Hoeve (1866-1956, 'landbouweres'). In 1928 werd Romeijn benoemd tot burgemeester van Ouwerkerk maar daarnaast bleef hij nog 25 jaar landbouwer. Aan het eind van de bezettingsperiode werden de inwoners van die gemeente geëvacueerd. Tijdens de Watersnoodramp van 1953 overleed ongeveer een zesde deel van de bevolking. Bij de gemeentelijke herindeling in Zeeland van 1961 ging Ouwerkerk op in de fusiegemeente Duiveland waarmee zijn functie kwam te vervallen. Romeijn overleed in 1970 op 73-jarige leeftijd.